# Лакснесс, Халлдор Кильян
Ха́льдоур Ки́льян Ла́кснесс (исл. Halldór Kiljan Laxness), имя при рождении — Халльдоур Гвюдьоунссон (исл. Halldór Guðjónsson; 23 апреля 1902 — 8 февраля 1998) — исландский писатель, поэт и драматург, переводчик. Лауреат Нобелевской премии по литературе 1955 года («За яркую эпическую силу, которая возродила великое повествовательное искусство Исландии») и Литературной премии Всемирного совета мира. Католик. Социалист. Был председателем Общества исландско-советской дружбы, о поездках в СССР написал книги «Путь на Восток» и «Русская сказка».

## Биография
Родился в семье инспектора по строительству дорог Гвюдьоуна Хельги Хельгасона (Guðjón Helgi Helgason; 1870—1919) и его жены Сигридюр Халльдоурсдоуттир (Sigríður Halldórsdóttir; 1872—1951). С трёхлетнего возраста жил с семьёй на ферме Лакснесс (то есть «Полуостров лосося»), расположенной к югу от Рейкьявика. Втайне начал писать ещё в школе под влиянием исландских саг. Дебютировал в 14 лет статьёй, вышедшей под инициалами «H.G.», в газете Morgunblaðið. В 1919 году под псевдонимом «Халлдоур из Лакснесса» вышла его первая книга на романтическую тему возвращения к природе — «Дитя природы» (Barn natturunnar). К этому моменту молодой автор уже находился в путешествиях по Европе, главным образом по Скандинавии, Германии, Австрии и Франции.

### Католицизм
Ошеломлённый разрухой в послевоенной Германии, писатель в 1922 году осел в бенедиктинском монастыре в Клерво в Люксембурге. Там в 1923 году обратился из лютеранства в католичество, приняв фамилию Лакснесс (по названию места, где он вырос) и второе имя Кильян (в честь ирландского священномученика Килиана). В монастыре писатель усиленно изучал латынь, теологию и философию. Его духовный перелом нашёл отображение в исповедальном автобиографическом романе «Великий ткач из Кашмира» (Vefarinn mikli frá Kasmír, 1927), написанном на Сицилии. На этом произведении обнаруживается печать немецкого экспрессионизма и французского сюрреализма (в частности, Андре Бретона). Незадолго до «Великого ткача из Кашмира» писатель издал ещё несколько книг: сборник «Некоторые истории» (Nokkrar sögur, 1923), роман «Под священной горой» (Undir Helgahnúk, 1924), а также апологию католицизма — труд «С католической точки зрения» (Kaþolsk vidhorf, 1925). Однако работу над начатой в это время автобиографией «Из дома я ушел» (Heiman ég for) Лакснесс закончил только к 1952 году.

### Социализм
Новые изменения в мировоззрении Лакснесса принесло пребывание в Северной Америке, где он провёл почти три года (1927—1929) и пробовал писать сценарии для Голливуда. Здесь он близко знакомится с бедностью и социальными конфликтами. За рассказ, в котором Лакснесс отобразил нищету исландских эмигрантов в канадской провинции Манитоба, ему вообще угрожали депортацией из страны. Отчасти под влиянием Эптона Синклера, исландский писатель проникся социалистическими идеями, свидетельством чему стала его «Народная книга» (Alþýðubókin, 1929). В этом сборнике эссе соединились беспощадный реализм, критический взгляд на общество с левых позиций, едкая социальная сатира и богатый личный опыт, полученный во время посещения множества стран мира.
В 1930 году Лакснесс окончательно возвращается в Исландию по случаю празднования тысячелетия Альтинга. «Салка Валка» (Salka Valka, 1931—1932) открывает серию остросоциальных антикапиталистических романов, касающихся повседневной жизни трудящихся классов Исландии. Сюда можно отнести произведения «Самостоятельные люди» (Sjálfstætt fólk, 1934—1935) и «Свет мира» (Heimsljós, 1937—1940). В центре эпического романа «Салка Валка» — первого, написанного после возвращения на родину, — находится судьба молодой дочери исландского рыбака, готовой бороться не только за себя, но и за других. Двухтомный роман «Самостоятельные люди: Героическая сага» выдержан в духе трагических народных преданий: его герой, фермер-овцепас, борется за выживание на необжитой ещё земле, но, столкнувшись с многими трудностями, лишениями и утратами, остаётся в одиночестве. Ещё более массивная, четырёхтомная, сага «Свет мира», которую сам Лакснесс считал вершиной своего творчества, повествует о судьбе бедного поэта, о конфликте между любовью героя к красоте и гармоничности мира и его непринятием социальной несправедливости.
Помимо прозы, Лакснесс пробовал себя также в переводах, в поэзии и драматургии. Из-под его пера вышли пьеса «Короткий маршрут» (Straumrof, 1934), поэтический сборник «Стихи» (Kvæðakver, 1930). В 1941 году писатель перевёл «Прощай, оружие!» Эрнеста Хемингуэя.
Историческая трилогия «Исландский колокол» (Íslandsklukkan, 1943), «Златокудрая дева» (Hið ljósa man, 1944), «Пожар в Копенгагене» (Eldur í Kaupinhafn, 1946) была написана во время Второй мировой войны, на фоне которой Исландия боролась за независимость от Дании: хотя действие происходит в XVII—XVIII веках (так, один из ключевых персонажей основан на Арни Магнуссоне), когда само существование отдельного исландского народа было впервые поставлено под сомнение, но поднятые темы сохраняют свою актуальность.
Укрепившись в своих коммунистических убеждениях, писатель осуждает послевоенную моральную деградацию жителей Рейкьявика, готовых продавать свой народ за иностранное золото, в романе «Атомная станция» (Atómstöðin, 1948), написанном в ответ на установление постоянной американской авиабазы в Кеблавике. Кроме того, он сатирически высмеивает милитаризм, общий для эпохи викингов и «холодной войны», в «Герпле» (Gerpla, 1952). Антивоенная сатира Лакснесса, очевидно, стала причиной внесения его в «чёрные списки» в охваченных маккартистской истерией Соединённых Штатах («Атомная станция» была издана в США только в 1982 году). Сотрудничество американских спецслужб и исландских властей привело к налоговому преследованию писателя, продолжавшемуся до 1955 года.
В лирическом романе «Рыба умеет петь» (Brekkukotsánnall, 1957), пронизанном верой в достоинство и доброту человека, Лакснесс отходит от своей предыдущей манеры. Резонанс получила автобиография писателя «Поэтическая эпоха» (Skaldatími, 1963), в которой отобразилось его разочарование в сталинизме после XX съезда КПСС и советского вторжения в Венгрию. В 1968 году вышел «визионерский роман» «Христианство под ледником» (Kristnihald undir Jökli).

### Наследие

Гльюфрастейдн, дом Халльдоура Кильяна Лакснесса

Последние годы жизни Лакснесс, страдавший от болезни Альцгеймера, доживал в доме престарелых.
Лакснесс был дважды женат и имел четверых детей. Дочь писателя Гвюдни Халльдоурсдоуттир стала кинорежиссёром и творит в духе магического реализма, а внук является известным в Исландии исполнителем хип-хопа. В доме Халдора Кильяна исландское правительство открыло мемориальный музей.
В художественной манере Лакснесса органически сочетаются пафос и ирония, глубокий психологизм, тонкий лиризм, юмор, а также влияние эпического стиля исландских саг. В речи по случаю награждения его Нобелевской премией Лакснесс искренне благодарил известных и неизвестных древнеисландских сказителей, которые своим эпическим творчеством «создали не только один из самых красивых и изысканных языков, но и оригинальный литературный жанр».

## Издания на русском
Указаны первые издания произведений, переиздания не включены в список.
- Лакснесс Х. Атомная станция / пер. с исланд. Н. Крымовой. — М. : Издательство иностранной литературы, 1954. — 255 с. (в 1977 году этот роман переиздан под названием «Атомная база», см. описание ниже)
- Лакснесс Х. Самостоятельные люди : героическая сага / пер. с исланд. [Н. И. Крымовой и А. Я. Эмзиной]. — М. : ГИХЛ, 1954. — 496 с.
- Лакснесс Х. Лилья : рассказы : пер. с исланд. — М. : Правда, 1955. — 55 с. — (Библиотека «Огонёк» ; № 22).
- Лакснесс Х. Проданная колыбельная : драма в 4 актах, 6 картинах / [авториз. пер. с исланд. В. Морозовой]. — М. : Искусство, 1955. — 83 с.
- Лакснесс Х. Милая фрёкен и господский дом : повесть / пер. с исланд. В. Морозовой и А. Эмзиной. — М. : Правда, 1957. — 48 с. — (Библиотека «Огонёк» ; № 13).
- Лакснесс Х. Салка Валка / [пер. с исланд. В. Морозовой]. — М. : Издательство иностранной литературы, 1959. — 432 с.
- Лакснесс Х. Исландский колокол : роман / пер. с исланд. Н. Крымовой и А. Эмзиной. — М. : ГИХЛ, 1963. — 374 с.
- Лакснесс Х. Свет мира : тетралогия : пер. с исланд. — М. : Прогресс, 1969. — 571 с.
- Лакснесс Х. Атомная база. Брехкукотская летопись. Возвращённый рай. — М. : Прогресс, 1977. — 558 с. — (Мастера современной прозы : Исландия).
- Лакснесс Х. Званый обед с жареными голубями : рассказы / пер. с исланд. [В. Морозовой]. — М. : Правда, 1978. — 46 с. — (Библиотека «Огонёк» ; № 20).